# خط تشوأو السريع
خط تشوأو السريع (باليابانية: 中央線快速، تشوأو-سين-كايسوكو) هو أحد خطوط قطارات الركاب التابعة لشركة شرق اليابان للسكك الحديدية، وهو يمثل الجزء الشرقي من خط تشوأو الرئيسي.
‌